# Departamento de Ndé
Ndé es un departamento de la región Oeste de Camerún. En noviembre de 2005 tenía una población censada de 94 849 habitantes.
Está formado por los siguientes municipios:
- Bangangté 63,595
- Bassamba 2,814
- Bazou 14,912
- Tonga 13,528